# Mercurius en Argus (Carel Fabritius)
Mercurius en Argus of Mercurius, Argus en Io is een schilderij van Carel Fabritius uit circa 1645-1647. Hij maakte het kort na zijn leertijd in het atelier van Rembrandt. Hij woonde op dat moment weer in zijn geboortedorp Middenbeemster, maar het is mogelijk dat hij nog wel in het Amsterdamse atelier van Rembrandt als assistent werkzaam was. 
Het schilderij dook in 1985 op bij een veiling in Monaco. Op dat moment was De opwekking van Lazarus het enige bekende schilderij uit Fabritius' beginperiode. Omdat Mercurius en Argus gesigneerd was, konden enkele andere vroege werken aan hem worden toegeschreven, waaronder Hagar en de engel en Mercurius en Aglauros, de waarschijnlijke pendant van Mercurius en Argus.

## Voorstelling
Het schilderij stelt een scène voor uit het verhaal van Io uit de Metamorfosen van Ovidius. Mercurius heeft van Jupiter de opdracht gekregen Io te bevrijden en hij moet daarvoor Argus te doden, die door Juno als bewaker van Io is aangesteld. Argus is, zoals in de 17e eeuw gebruikelijk, afgebeeld als een oude veehoeder en zonder zijn honderd ogen. Mercurius is vermomd als herder en heeft Argus met zijn herdersfluit in slaap gebracht. Hij kijkt voorzichtig of Argus inderdaad slaapt en staat op het punt zijn zwaard te grijpen om hem het hoofd af te slaan. 

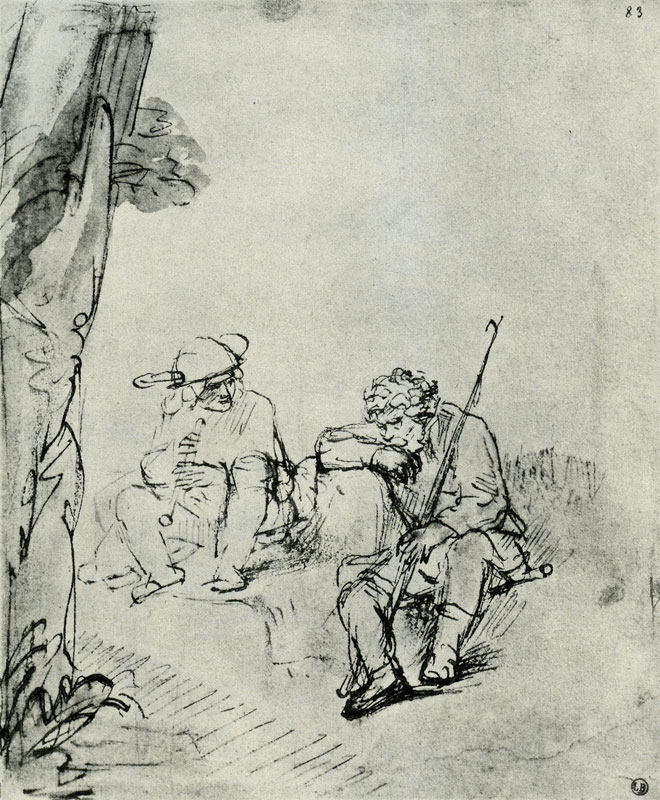
Rembrandt, Mercurius en Argus, ca. 1651-1652, tekening, Louvre, Parijs

In tegenstelling tot Mercurius en Aglauros is het verhaal over Mercurius en Argus – en dan vooral deze passage – vaak uitgebeeld in de 17e-eeuwse kunst, onder andere door de schilders Jacob Jordaens, Jacob van Campen en Govert Flinck en verder op een reliëf van Artus Quellinus in het stadhuis van Amsterdam. Rembrandt heeft zich ook beziggehouden met het onderwerp, maar voor zover bekend is dit bij een paar tekeningen gebleven.
Carel Fabritius heeft elementen uit prenten naar Jacob Jordaens en Hendrick Goltzius overgenomen, zoals de koe die haar kop op de rug van Io legt, maar hij heeft zijn eigen interpretatie aan het verhaal gegeven. Evenals bij Mercurius en Aglauros is de compositie asymmetrisch met links de helder uitgelichte hoofdfiguren en rechts een gezicht op een Rembrandtesk landschap waarin het hitsige vee met minimale middelen levensecht neergezet. Dit element komt niet in de tekst van Ovidius voorkomt, maar heeft wellicht een symbolische betekenis die ontleend kan zijn aan 17e-eeuwse interpretaties van het verhaal. Zo beschrijft Karel van Mander in Schilder-Boeck dat Argus symbool staat voor het verstand dat door Mercurius in slaap wordt gebracht, waardoor de instincten en de wellust vrij spel krijgen.

## Herkomst
De opdrachtgever van de beide Mercuriusschilderijen is onbekend. Er is een verband gelegd met een vermelding van Filippo Baldinucci die in zijn Rembrandtbiografie uit 1686 vertelt dat Rembrandt voor een koopman veel olieverfschilderijen met verhalen uit Ovidius zou hebben gemaakt. Omdat Baldinucci's zegsman juist in de jaren 1640 in het atelier van Rembrandt heeft gewerkt en er van Rembrandt uit deze periode geen mythologische schilderijen bekend zijn, is het denkbaar dat Rembrandt de opdracht heeft laten uitvoeren door zijn assistenten of ex-leerlingen. Zo kan Rembrandt enkele schilderijen aan Carel Fabritius hebben uitbesteed.
Het schilderij bevond zich in de tweede helft van de achttiende eeuw in Parijs. Het werd daar in de periode 1763-1778 zes keer geveild, samen met zijn waarschijnlijke pendant Mercurius en Aglauros. Omdat Carel Fabritius in deze tijd in de vergetelheid was geraakt, ging het schilderij door voor een Rembrandt, mogelijk met een valse signatuur. In deze periode heeft de Franse rococoschilder Jean-Honoré Fragonard een kopie geschilderd die een kwart kleiner is dan het origineel en sinds 1981 in het bezit is van het Louvre.
Het schilderij raakte twee eeuwen uit het zicht totdat het in 1985 weer opdook bij de veiling van de collectie De Lebzeltern (Napels en Moskou) door Sotheby's in Monaco. Via Galerie Bruno Meissner in Zürich en Richard Feigen in New York werd het in 1990 verworven door het Los Angeles County Museum of Art.

## Andere versies

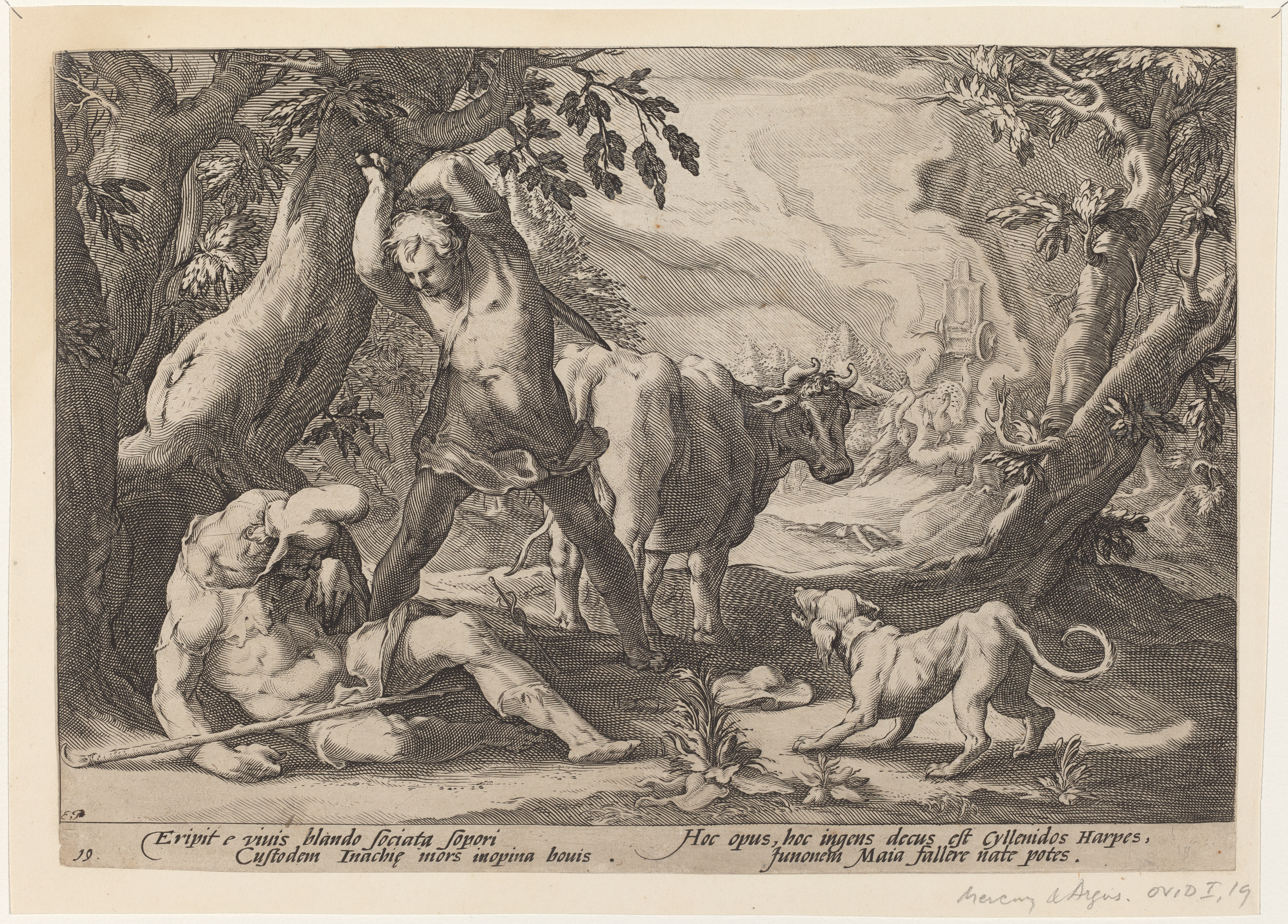
Naar Hendrick Goltzius, Mercurius doodt Argus, 1589, gravure, National Gallery of Art, Washington
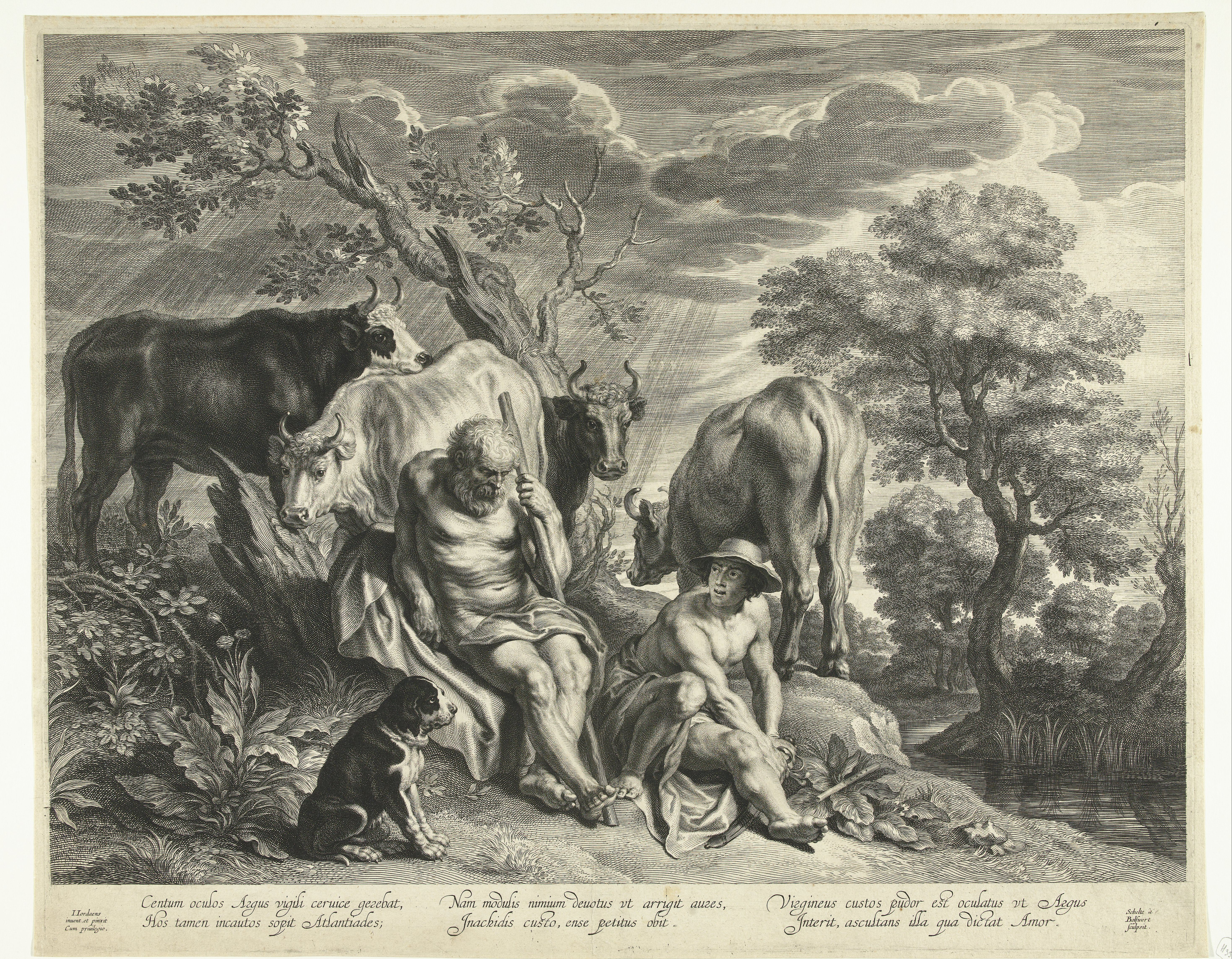
Schelte à Bolswert naar Jacob Jordaens, Mercurius, Argus en Io, Rijksmuseum Amsterdam
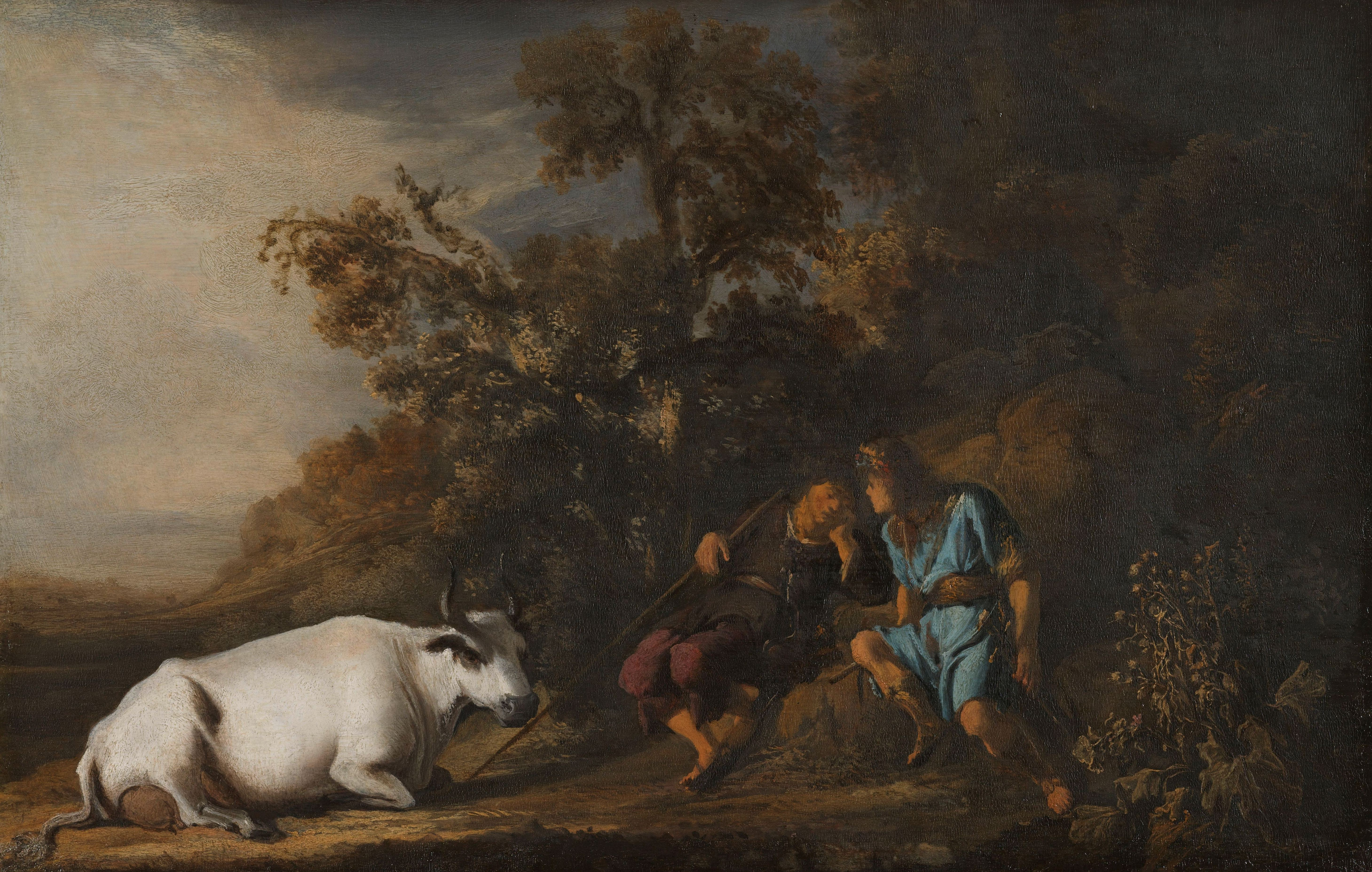
Govert Flinck, Mercurius en Argus, Rijksmuseum Amsterdam